# Рибне молоко (замінник молока)
«Рибне молоко» — продукт, випущений вперше в Чилі, який являє собою розчинний у воді порошок — рибне борошно дуже тонкого помолу. Інститут рибного господарства в Сантьяго стверджує, що отримувана при розчиненні порошка в воді біла рідина багатша білками, ніж коров'яче молоко, і дешевша. Продукт не має запаху риби. За думкою ФАО новий замінник молока можна використовувати для відгодівлі худоби — в Чилі через нестачу молока в 1970-ті роки щорічно забивають 850 000 новонароджених телят. Не виключають, що з «рибного молока» можна буде виготовляти замінники молочних продуктів типу морозива або сиру.